# Roger Fernandes
Roger Fernandes (Bissau, 21 novembre 2005) è un calciatore guineense naturalizzato portoghese, attaccante del Braga.

## Caratteristiche tecniche
Nel 2022, è stato inserito nella lista "Next Generation" dei sessanta migliori talenti nati nel 2005, redatta dal quotidiano inglese The Guardian.

## Carriera
Cresciuto nel settore giovanile del Braga, debutta in prima squadra il 31 luglio 2021 in occasione dell'incontro di supercoppa portoghese perso 2-1 contro lo Sporting Lisbona divenendo il più giovane giocatore a debuttare in tale competizione.
Il 14 agosto 2021 debutta in Primeira Liga sempre contro lo Sporting Lisbona, battendo all'età di 15 anni, 8 mesi e 24 giorni il record di precocità anche in campionato.

## Statistiche

### Presenze e reti nei club
Statistiche aggiornate al 9 gennaio 2022.
| Stagione        | Squadra         | Campionato      | Campionato | Campionato | Coppe nazionali | Coppe nazionali | Coppe nazionali | Coppe continentali | Coppe continentali | Coppe continentali | Altre coppe | Altre coppe | Altre coppe | Totale | Totale |
| Stagione        | Squadra         | Comp            | Pres       | Reti       | Comp            | Pres            | Reti            | Comp               | Pres               | Reti               | Comp        | Pres        | Reti        | Pres   | Reti   |
| --------------- | --------------- | --------------- | ---------- | ---------- | --------------- | --------------- | --------------- | ------------------ | ------------------ | ------------------ | ----------- | ----------- | ----------- | ------ | ------ |
| 2021-2022       | Braga           | PL              | 7          | 2          | CP+CdL          | 2+0             | 1+0             | UEL                | 1                  | 0                  | SP          | 1           | 0           | 11     | 3      |
| 2022-2023       | Braga           | PL              | 0          | 0          | CP+CdL          | 0+1             | 0+0             | UEL+UECL           | 0+0                | 0+0                |             | -           | -           | 1      | 0      |
| 2023-2024       | Braga           | PL              | 14         | 2          | CP+CdL          | 3+3             | 0+0             | UCL+UEL            | 2+2                | 0+1                |             | -           | -           | 24     | 3      |
| 2024-2025       | Braga           | PL              | 21         | 3          | CP+CdL          | 3+2             | 0+0             | UEL                | 14                 | 2                  |             | -           | -           | 40     | 5      |
| Totale carriera | Totale carriera | Totale carriera | 42         | 7          |                 | 14              | 1               |                    | 19                 | 3                  |             | 1           | 0           | 76     | 11     |

## Palmarès

### Club

#### Competizioni nazionali
- Coppa di Lega portoghese: 1

Braga: 2023-2024